# Neusser (Orgelbauer)
Neusser ist eine Familie von Orgelbauern, die über drei Generationen Orgeln baute und deren Werkstatt in Neutitschein fast 100 Jahre bestand. Die Werkliste umfasst mehr als 150 Instrumente.

## Geschichte
Johann (auch: Jan) Neusser (* 19. Oktober 1807 in Neutitschein; † 1. Juli 1878 ebenda) wurde als Sohn des Häuslers und Messerschmieds Joseph Neusser (* 13. März 1777 in Životice (deutsch: Seitendorf); † 20. September 1849 in Neutitschein) und seiner ersten Frau Susanna Neusser geb. Ritz (* 9. Dezember 1773 in Seitendorf; † 17. Mai 1818) geboren. Die Familie zog 1809 nach Seitendorf, wo Johann Neusser elf Jahre die Schule besuchte und auch das Geigen- und Flötenspiel erlernte. Wie sein Vater erlernte er den Beruf des Messerschmieds, baute 1822 aber eigenständig seine erste Flöte und zwei Drehorgeln und 1823 ein Orgelpositiv nach einem Vorbild in einer Kirche. Während die Familie 1824 wieder nach Neutitschein zog, erlernte Neusser den Orgelbau bei Fabian Sebastian Staudinger (1766–1839) in Engelsberg, der die Begabung des Jungen erkannte. 1827 erhielt er den Gesellenbrief und gründete 1828 in Neutitschein eine eigene Orgelbauwerkstatt, in der er von 1828 bis 1870 insgesamt 44 Orgeln baute. Er erwarb 1833 das Haus der Schwiegereltern, das er umbaute, und heiratete am 26. November 1833 Josepha Neusser (* 30. Januar 1809 in Seitendorf; † 28. November 1891 in Neutitschein), eine Tochter des Müllers Franz Cziep (Čípová). Er hatte mit ihr elf Kinder, von denen bis auf die Tochter Johanna (* 19. Januar 1804; † 18. Dezember 1826 in Neutitschein) und Karl (Boromäus Anton) Neusser keines das erste Lebensjahr erreichte. 1836 wurde Johann Neusser Bürger von Neutitschein. Ab 1870 lebte er zurückgezogen.
Die Orgeln von Johann Neusser stehen an der Schwelle vom Barock zur Romantik und weisen oft Kompromisse oder Elemente aus beiden Epochen auf. 15 seiner 44 Orgeln waren zweimanualig mit 12–21 Registern. Die 25 einmanualigen verfügten über 8–13 Register, vier Positive über je sechs Register. Die einmanualigen Werke basierten auf einem Prinzipal 8′ oder 4′, die zweimanualigen im Hauptwerk („Manual“) auf einem Prinzipal 8′ und im zweiten Manual („Positiv“) auf einem Prinzipal 4′, niemals auf einem Prinzipal 2′. Der Prinzipalchor aus 8′, 4′, 2 2⁄3′, 2′ und drei- oder vierfacher Mixtur war meist vollständig ausgebaut. Bei Orgeln ab 18 Registern trat ein 16′ hinzu. In der Anfangszeit finden sich die engen Holzgedackte Flaut maior 8′ und Flaut minor 4′ nebeneinander, später wird eine der beiden ersetzt, so durch Bordun 8′ oder Flaut dolce 4′ oder Flaut travers 4′ oder ein 4′-Streichregister. Die Quinte 1 1⁄3′ stand im Positiv. Bis 1840 waren die Dispositionen weitgehend barock geprägt, ab 1850 begegnen viele neue Registernamen. Die Manualklaviaturen hatten einen Umfang von C bis d3 und waren ab 1845 voll chromatisch ausgebaut, das Pedal hatte eine kurze Oktave und reichte von C bis a oder h, bei größeren Orgeln eine verkürzte Bassoktave ohne Cis und Dis.
Johann Neusser schickte seinen einzigen überlebenden Sohn Karl Neusser (* 2. November 1844 in Neutitschein; † 9. Februar 1925) mit 13 Jahren nach Bystřice pod Hostýnem und dann nach Krásno nad Bečvou, um dort Tschechisch zu lernen, da in der Familie vorwiegend Deutsch gesprochen wurde. Anschließend erlernte Karl bei seinem Vater das Schreinern, da dies zur Orgelbauerzunft gehörte. Zudem wurde er als Organist ausgebildet. Er erhielt 1860 den Gesellenbrief und wurde Orgelbaumeister. 1866/1867 vertiefte er während des Deutschen Kriegs seine Kenntnisse im Orgelbau vermutlich bei Friedrich Werner in Graz und bei Josef Loyp in Wien. Karl Neusser war mit Marie Neusser geb. Habermann (* 18. September 1845 in Neutitschein; † 27. November 1918 ebenda) verheiratet. Seit 1868 arbeitete er in der väterlichen Werkstatt mit und übernahm sie im Jahr 1870. In den Folgejahren erweiterte er sie und führte sie zur Blüte. Zeitweise hatte er bis zu 20 Angestellte. Orgelneubauten unter der Leitung von Karl Neusser entstanden zwischen 1873 und 1913. Neussers Geschäftsbeziehungen erstreckten sich wohl über die ganze österreichisch-ungarische Monarchie. Etliche Neubauten wurden nach Niederösterreich geliefert, vereinzelt sogar bis nach Arriach (Kärnten) und Campitello di Fassa (Trentino). Karl Neusser bewarb sich 1894 für den Bau der Millenniumsorgel in der Katharinenkirche Temeswar (Westrumänien). Inserate der Orgelbaufirma „K. Neusser Orgel-Harmonien-Fabrik“ in Neutitschein finden sich häufig in den österreichischen Zeitungen, so am 15. Januar 1888 in der Wiener Zeitung. Die Firma stellte auch Harmonien her und handelte mit Klavieren. In den 1880er und 1890er Jahren stand sie in Konkurrenz zu Rieger Orgelbau in Krnov (Jägerndorf).
Karl Neusser war fortschrittlich ausgerichtet und führte spätestens 1877 die Kegellade und zu Beginn der 1890er Jahre die Röhrenpneumatik auf Grundlage des Patents von Carl Gottlieb Weigle ein. Neusser baute für die Pfarrkirche Cítov eine röhrenpneumatische Orgel, die auf der Wiener Musik- und Theaterausstellung 1892 ausgestellt wurde. Unter Einfluss der cäcilianischen Reform bevorzugte er zarte Streicherstimmen wie Gamba, Salicional, Fugara, Cello in grundtönigen Dispositionen. Die gemischten Stimmen sind oft progressiv gestaffelt, sanft intoniert und weisen wenig Repetitionen auf. Der Quintchor ist konisch gefertigt. Die Manualklaviaturen reichen von C bis f3, manchmal nur bis c3, die Pedalklaviatur bis h0 oder c1.
Die dritte Generation der Brüder Franz Karl Maria (* 3. Dezember 1870 in Neutitschein) und Johann Neusser (* 16. April 1872 in Neutitschein; † 17. Februar 1893 ebenda) konnte die Tradition nicht mit Erfolg fortführen. Johann Neusser wurde nur 20 Jahre alt. Franz Neusser heiratete am 24. Juli 1899 Franziska Anna Neusser geb. Wibora (* 13. Januar 1874 in Neutitschein; † 10. Februar 1945 in Wien). Er war wie sein Vater Organist und Orgelbauer. Nach dem Ersten Weltkrieg litt das Unternehmen unter den Kriegsanleihen und wurde um 1920 aufgelöst. Franz Neusser ist 1921 bei der Salzburger Firma Hans Mertel aufgeführt.

## Werke (Auswahl)
Kursivschreibung zeigt an, dass die Orgel nicht mehr oder nur noch der Prospekt erhalten ist. In der fünften Spalte bezeichnet die römische Zahl die Anzahl der Manuale, ein großes „P“ ein selbstständiges Pedal und ein kleines „p“ ein nur angehängtes Pedal. Die arabische Zahl gibt die Anzahl der klingenden Register an. Die letzte Spalte bietet Angaben zum Erhaltungszustand und zu Besonderheiten sowie Links mit weiterführender Information.
| Jahr | Ort                    | Gebäude                          | Bild | Manuale | Register | Bemerkungen |
| ---- | ---------------------- | -------------------------------- | ---- | ------- | -------- | --- |
| 1857 | Veřovice               | Himmelfahrt der Jungfrau Maria   |      | I/P     | 12       | Neubau Johann Neusser; erhalten                                                                                   |
| 1859 | Hradisko (Kroměříž)    | Allerheiligen                    |      | II/P    | 15       | Neubau Johann Neusser; erhalten                                                                                   |
| 1860 | Bludovice (Nový Jičín) | Kapelle St. Michael              |      | I/P     | 6        | Neubau Johann Neusser; erhalten                                                                                   |
| 1879 | Všechovice             | Hl. Dreifaltigkeit               |      | II/P    | 14       | Neubau Karl Neusser; erhalten                                                                                     |
| 1881 | Randegg                | Pfarrkirche Randegg              |      | I/P     | 10       | Neubau Karl Neusser hinter neugotischem Gehäuse; seit 1989 mit einem Werk der Rieger Orgelbau                     |
| 1884 | Murstetten             | Pfarrkirche Murstetten           |      | I/P     | 7        | Neubau Karl Neusser in einem neobarocken Gehäuse                                                                  |
| 1884 | Campitello di Fassa    | Santi Filippo e Giacomo          |      | I/P     | 7        | Neubau Karl Neusser mit mechanischer Traktur; erhalten                                                            |
| 1892 | Stixneusiedl           | Pfarrkirche Stixneusiedl         |      | I/P     | 6        | Neubau Karl Neusser                                                                                               |
| 1893 | Loosdorf               | Pfarrkirche Loosdorf             |      | II/P    | 17       | Neubau Karl Neusser in einem barocken und teils ergänzten Gehäuse                                                 |
| 1897 | Dolný Badín            | Erzengel-Michael-Kirche          |      | I/p     | 5        | Neubau Karl Neusser; erhalten                                                                                     |
| 1898 | Hagendorf              | Filialkirche Hl. Wolfgang        |      | I/P     | 8        | Neubau Karl Neusser                                                                                               |
| 1898 | Hagenberg              | Pfarrkirche Hagenberg            |      | I/P     | 9        | Neubau Karl Neusser                                                                                               |
| 1903 | Perchtoldsdorf         | Pfarrkirche Perchtoldsdorf       |      | II/P    | 26       | Neubau Karl Neusser; nicht erhalten                                                                               |
| 1903 | Ladomerská             | Christ König                     |      | I/P     | 6        | Neubau Karl Neusser in einem neugotischen Gehäuse; erhalten                                                       |
| 1907 | Neuhofen an der Ybbs   | Pfarrkirche Neuhofen an der Ybbs |      | II/P    | 18       | Neubau Karl Neusser in einem neugotischen Gehäuse von Matthäus Mauracher (1874)                                   |
| 1907 | Arriach                | Vier-Evangelisten-Kirche         |      | II/P    | 16       | Neubau Karl Neusser; erhalten                                                                                     |
| 1908 | Žlkovce                | Sieben Schmerzen                 |      | I/P     | 6        | Neubau Karl Neusser                                                                                               |
| 1908 | Kleinraming            | Pfarrkirche Kleinraming          |      | II/P    | 12       | Neubau Karl Neusser in neugotischem Gehäuse; erhalten                                                             |
| 1909 | Neunkirchen            | Stadtpfarrkirche Neunkirchen     |      | II/P    | 20       | Neubau Karl Neusser, pneumatische Traktur; seit 1983 durch eine Orgel der OÖ. Orgelbauanstalt St. Florian ersetzt |
| 1910 | Hof am Leithaberge     | Pfarrkirche Hof am Leithaberge   |      | II/P    | 10       | Neubau Karl Neusser; nicht erhalten                                                                               |
| 1910 | Ružindol               | St. Bartholomäus                 |      | II/P    | 12       | Neubau Karl Neusser; erhalten                                                                                     |
| 1912 | Vavrišovo              | Ev.-luth. Kirche                 |      | I/P     | 9        | Neubau Karl Neusser; erhalten                                                                                     |
| 1914 | Babiná                 | Ev.-luth. Kirche                 |      | I/p     | 5        | Neubau Karl Neusser; um 1939 Umsetzung in neue Kirche; erhalten                                                   |